# Mansburg, Cetatea Albă
Mansburg (în germană Mansburg, ucraineană Олексіївка, transliterat: Oleksiivka) este un sat în comuna Marazlăveni din raionul Cetatea Albă, regiunea Odesa, Ucraina. Satul a fost locuit de germanii basarabeni.

## Demografie
Componența lingvistică a localității Mansburg
     Ucraineană (70,68%)
     Rusă (24,01%)
     Română (3,13%)
     Bulgară (1,47%)
     Alte limbi (0,71%)
Conform recensământului din 2001, majoritatea populației localității Mansburg era vorbitoare de ucraineană (70,68%), existând în minoritate și vorbitori de rusă (24,01%), română (3,13%) și bulgară (1,47%).